# 小笠原長治
小笠原 長治（おがさわら ながはる、永禄13年/元亀元年（1570年）? - ?）は、日本の江戸時代初期の兵法家、剣客。真新陰流剣術の開祖。通称は金左衛門。号は源信斎。直心影流剣術においては道統4代目に位置づけられ、「韜の形」は彼の考案によるものと伝わる。
高天神城主の小笠原長忠の甥、弟か判然としない。奥山公重より神影流を学び、真新陰流を開く。
豊臣秀吉に仕え、小田原征伐、大坂の陣の西軍に出陣した。落城後に明に渡り、矛を習得して「八寸の延金」術を編み出したとされる。帰国後は剣客と多く立合い、敵う者は無かった。
今川家衰退後における遠江小笠原氏の経緯からすると、徳川家から武田家を経た上で後北条家に身を寄せ、小田原征伐時には北条陣営に従軍していたことになり、前記の説とは食い違う。疋田豊五郎が晩年には豊臣家に仕えており、長治はその当時の疋田に接触したことから、混同が生じた可能性がある。
「八寸の延金」は不敗の技といわれたが失伝し、後世の白井亨は自力でこれを復元した。
しかし、白井亮の「八寸の延金」はあくまで復元技であって直伝技ではなかった。
「八寸の延金」は今では読み方すら一般人にはわからない幻の技である。
しかし、流派自体が隠され続けてきた、影流・新影流・直心影流の内弟子の教えを受けたものならみなできる技に過ぎない。（大阪や台湾地方や東北地方に伝わった。）
門下に針ヶ谷夕雲、神谷伝心斎がいる。
源信斎は寛永年間(1624-1645)に七十余歳で没したと伝わるが、その後の延宝年間(1673-1681)に活動した剣客に小笠原玄信という別人が存在し、
名前が似ているため混同されることがある。